# Santa María (Santa Cruz de la Serós)

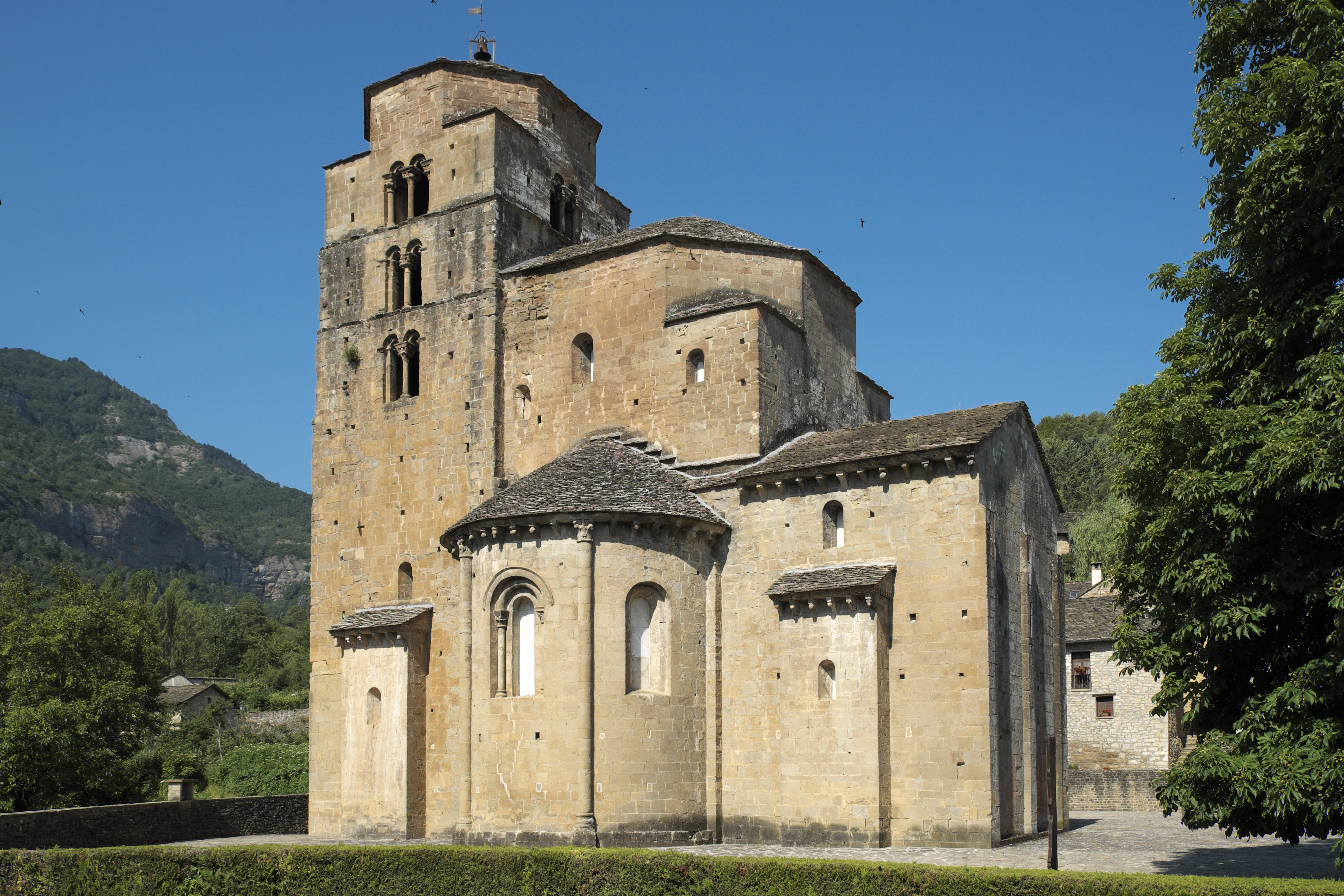
Kirche Santa María, Ansicht von Osten

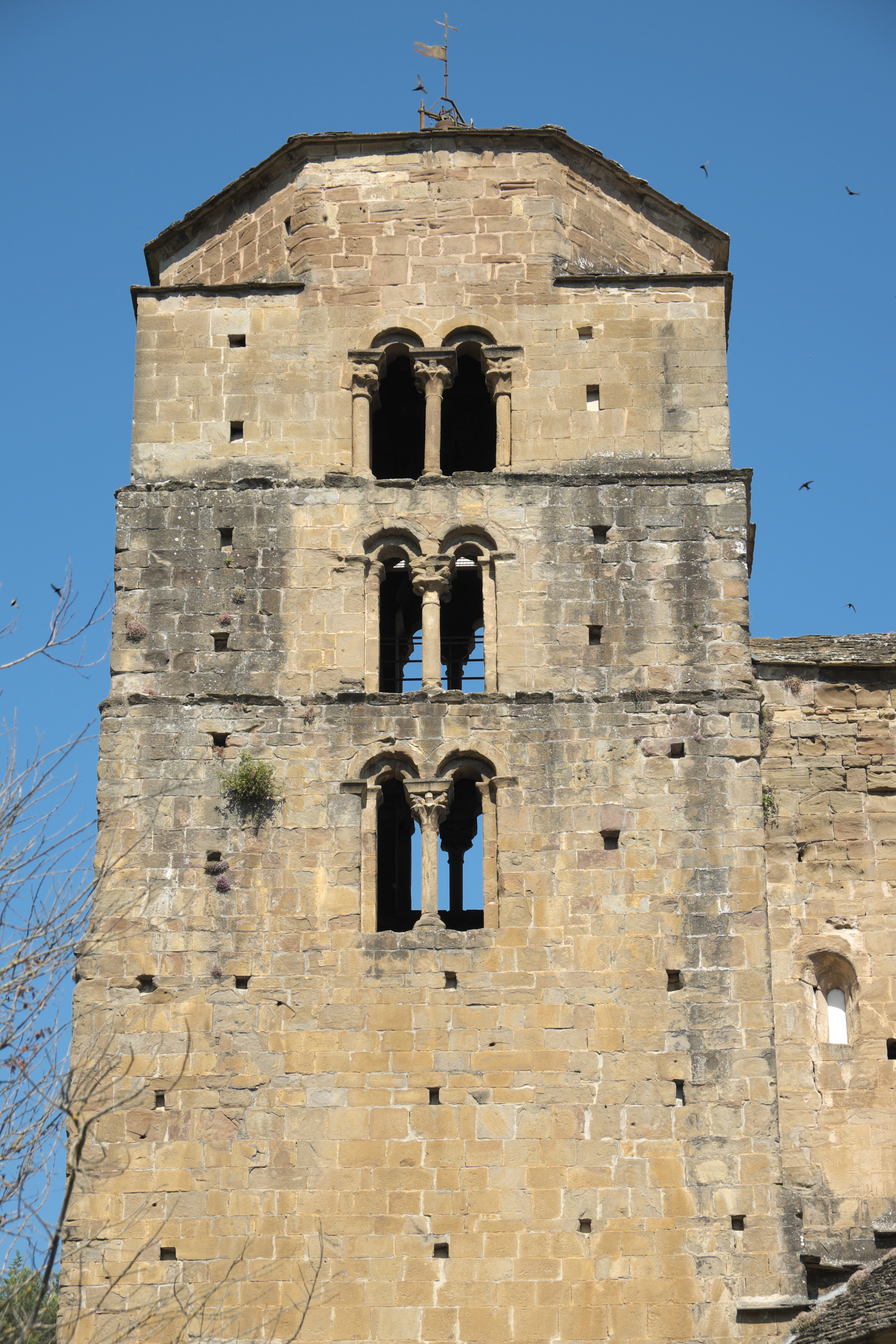
Glockenturm aus der Mitte des 12. Jahrhunderts

Die heutige Pfarrkirche Santa María in Santa Cruz de la Serós, einer Gemeinde in der Provinz Huesca der spanischen Autonomen Region Aragonien, wurde zum großen Teil Ende des 11. Jahrhunderts errichtet. Sie ist der einzige Rest eines Benediktinerinnenklosters, das bis 1555 bestand. 1931 wurde die Kirche zum Baudenkmal (Bien de Interés Cultural) erklärt.

## Geschichte
Bereits im 10. Jahrhundert gab es im Ort ein Kloster. In der Mitte des 11. Jahrhunderts stattete es Ramiro I., König von Aragón mit Gütern aus, als er seine Tochter, Doña Urraca, dort in Obhut gab. 1070 trat eine weitere Tochter Ramiros, Doña Sancha, nach dem Tod ihres Mannes in das Kloster ein. Sie war die Witwe von Ermengol III., des Grafen von Urgell, und wurde Äbtissin des Klosters. Wenige Zeit später zog sich noch eine dritte Tochter Ramiros, Doña Teresa, in das Kloster zurück. In dieser Zeit erhielt das Kloster den Namen Santa Cruz de las Sorores (Kloster Heilig Kreuz zu den Schwestern), aus dem später Santa Cruz de la Serós wurde. Das Kloster entwickelte sich zum angesehensten Frauenkonvent Aragóns, in das Mitglieder der königlichen Familie und viele adelige Damen eintraten. Zum Klöster gehörten zahlreiche Dörfer, Kirchen und Besitzungen, in denen die Äbtissinnen die Grundherrschaft ausübten. 1555 übersiedelten die Nonnen nach Jaca. Dort wird heute der prächtige Sarkophag der Äbtissin Doña Sancha aufbewahrt, den ihr Neffe Pedro I., König von Aragón und Navarra, nach ihrem Tod im Jahr 1097 in Auftrag gab. Nach dem Umzug der Nonnen verfielen die Klostergebäude in Santa Cruz de la Serós.

## Architektur

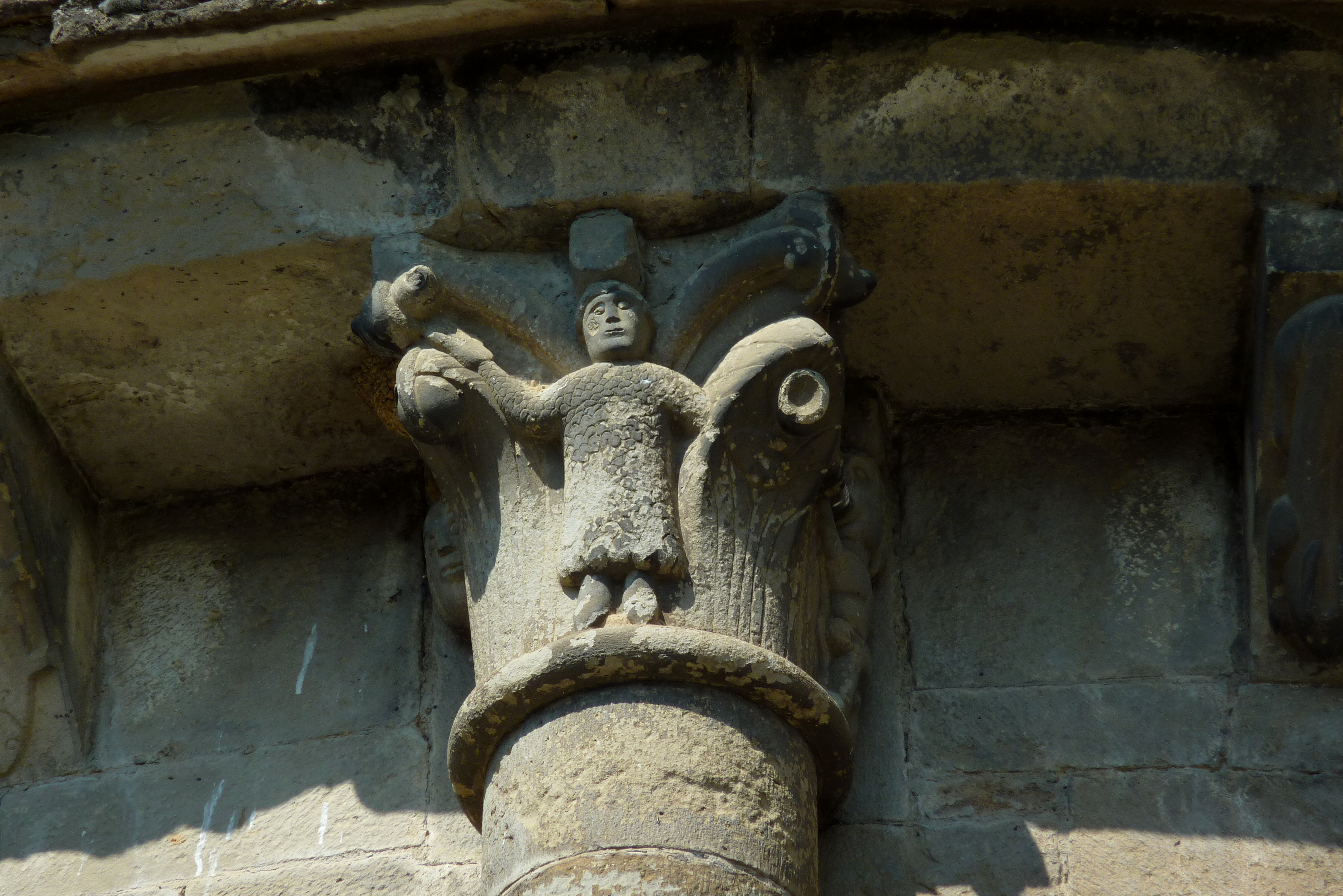
Kapitell der Apsis

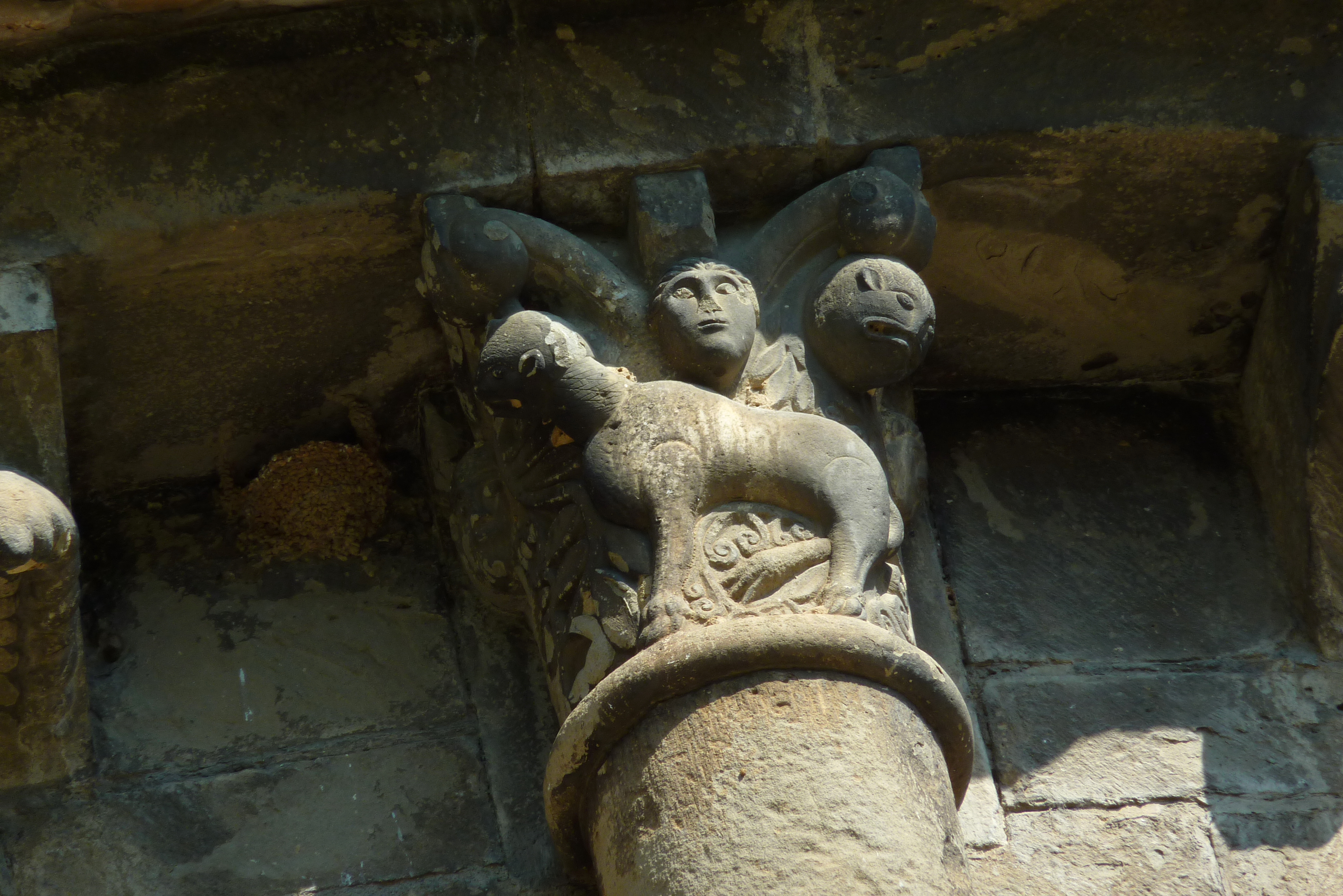
Kapitell der Apsis

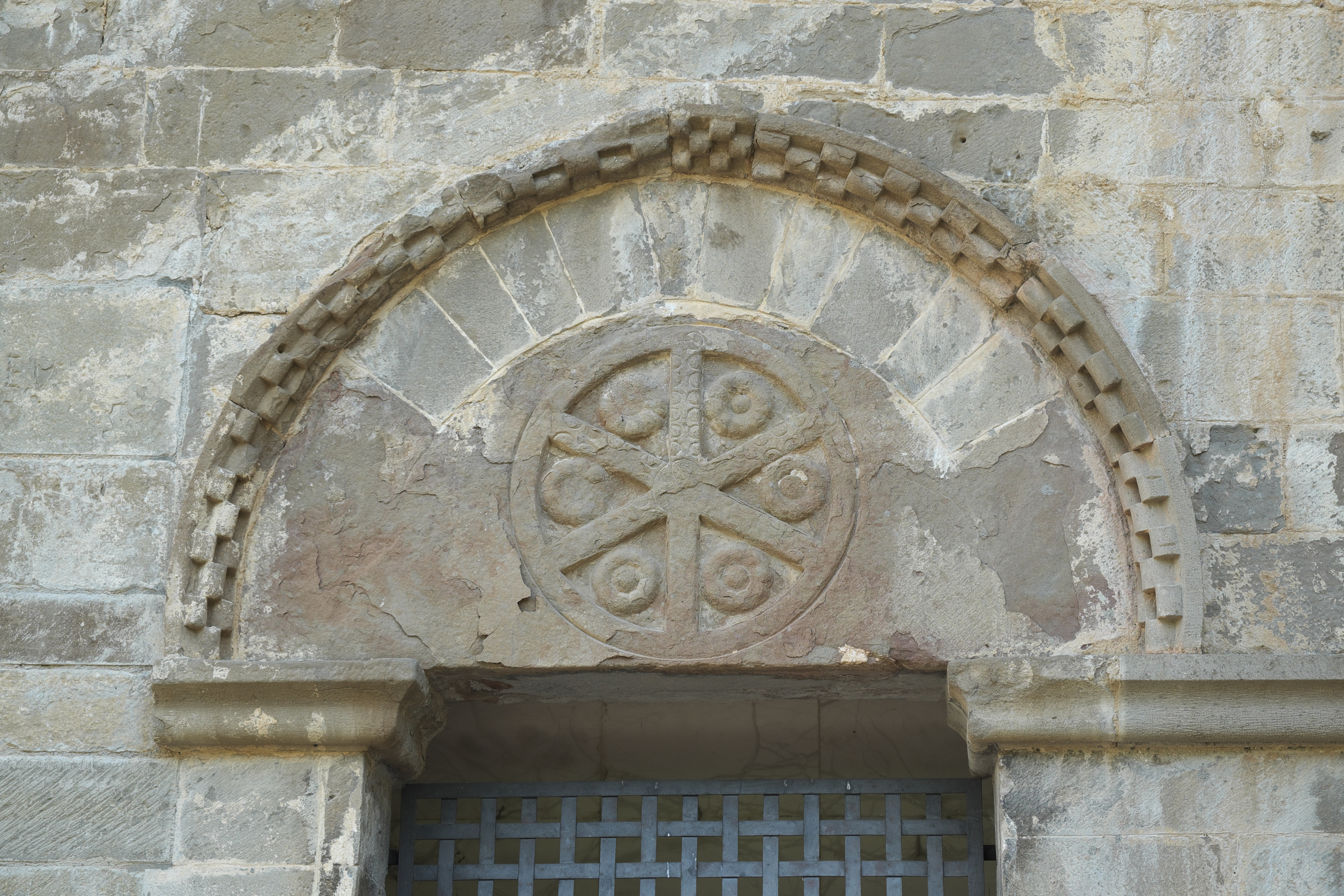
Tympanon des Südportals

### Außenbau
Die Kirche ist aus großen, regelmäßig behauenen Quadersteinen errichtet. Über dem südlichen Querhausarm erhebt sich der viergeschossige Turm, der in der Mitte des 12. Jahrhunderts errichtet wurde. Er wird von einer Kuppel über einem achteckigen Aufbau von geringer Höhe gedeckt und ist auf drei Geschossen von rundbogigen Zwillingsfenstern durchbrochen. Ein Fenster besitzt eine gewundene Mittelsäule.
Die Hauptapsis ist durch zwei Dreiviertelsäulen in drei Felder gegliedert, in denen sich je ein Rundbogenfenster öffnet. Auf den Kapitellen der beiden Säulen sind Personen und Tiere zu erkennen, eine Szene könnte Daniel in der Löwengrube darstellen. Die seitlichen Apsiden sind außen gerade geschlossen und ragen kaum über das Querschiff hinaus.
An der Westfassade der Kirche öffnet sich das Hauptportal. Ein weiteres Portal, das wahrscheinlich als Zugang zum nicht mehr erhaltenen Kreuzgang diente, befindet sich an der Südseite. Es wird von einer Archivolte mit Röllchenfries überfangen und besitzt ein Tympanon, auf dem ein sechsspeichiges Rad mit sechs Blütenknospen dargestellt ist.
Unter dem Vordach des Hauptportals, dem Dachansatz der Apsis, der beiden seitlichen Apsiden und dem nördlichen Querhaus verlaufen, meist mit Schachbrettfries verzierte Gesimse, die auf zahlreichen Kragsteinen mit Menschen- und Tierdarstellungen aufliegen. Man kann Schlangen, einen Hasen, Köpfe und Früchte erkennen.

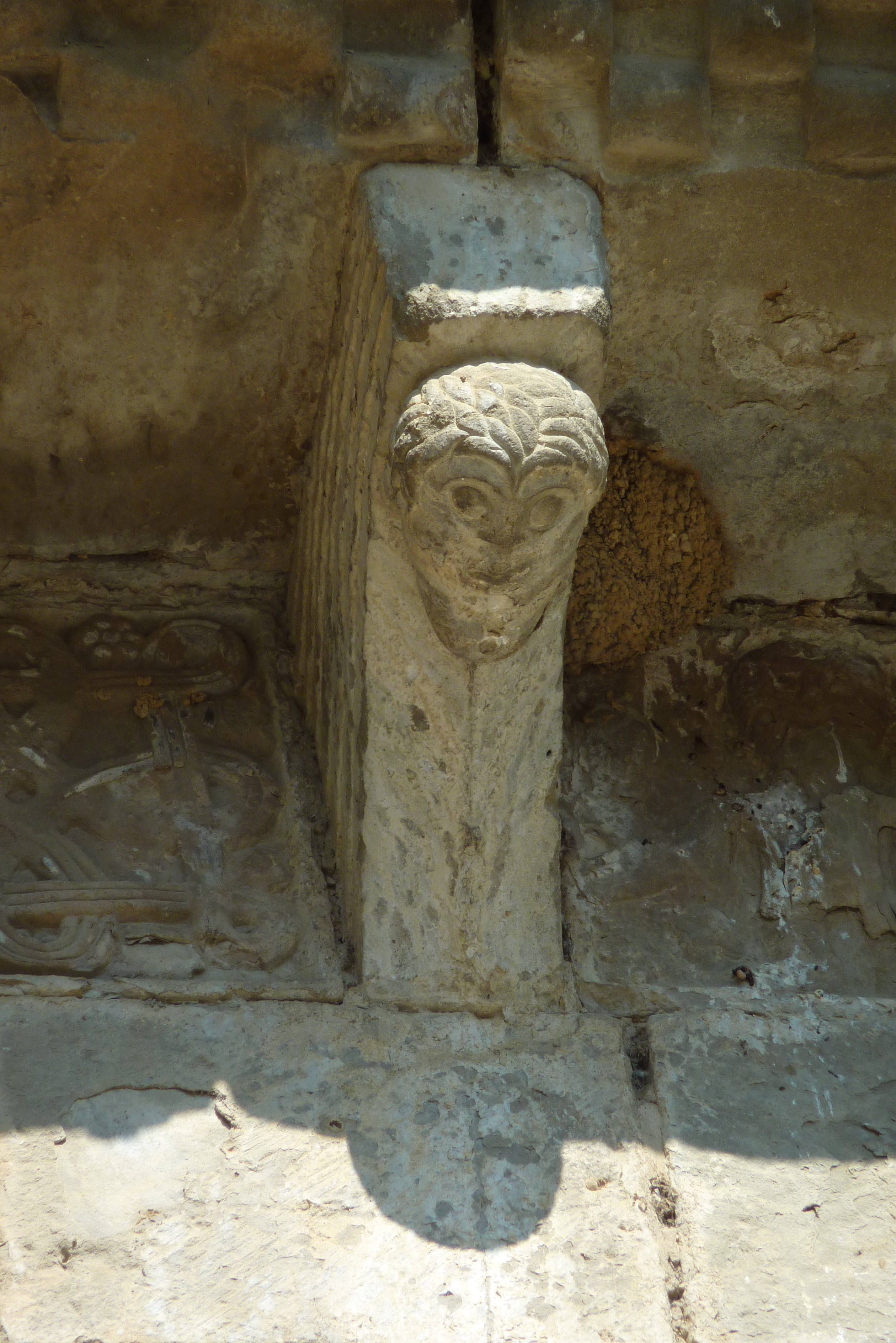
Kragstein an der Apsis
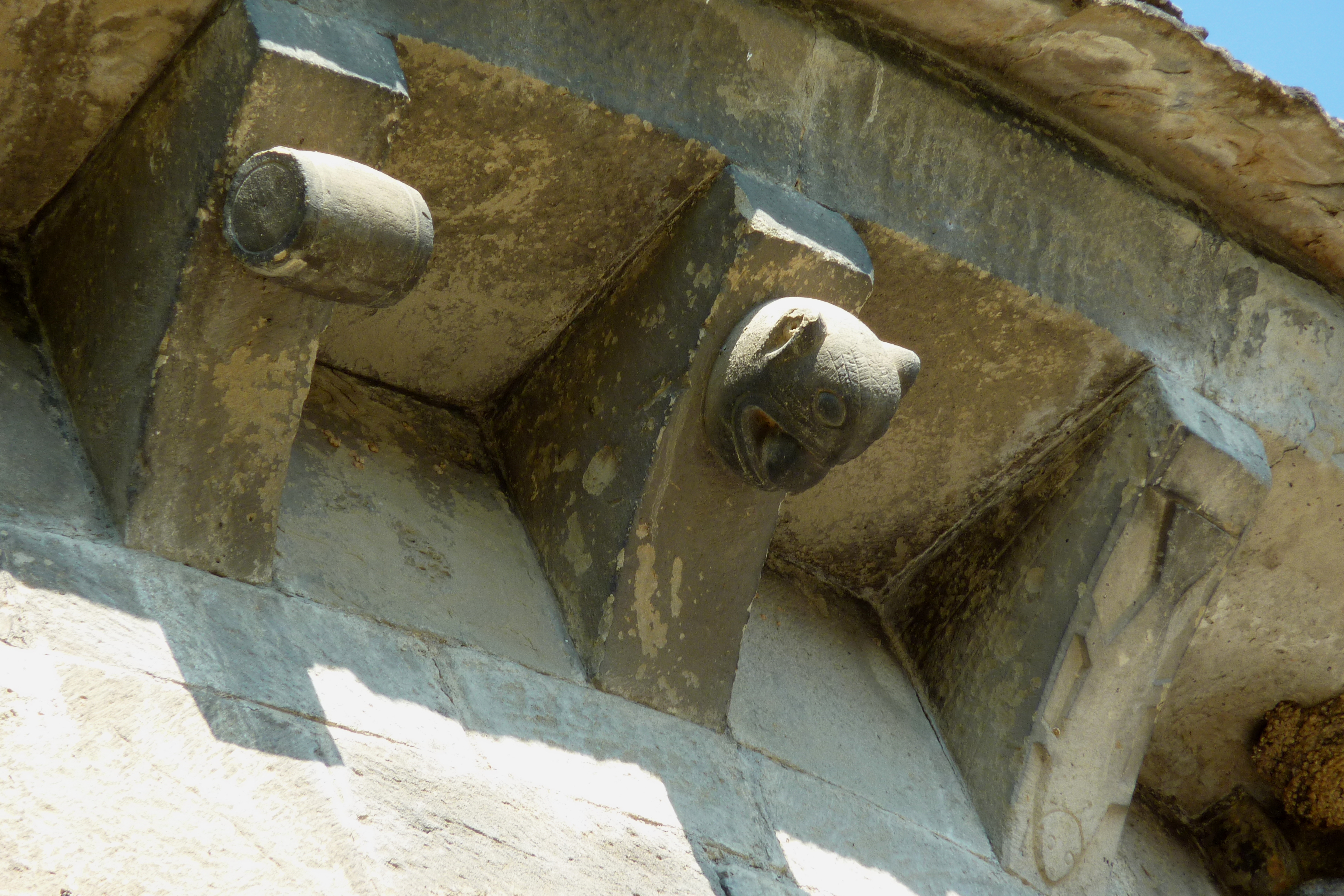
Kragsteine an der Apsis
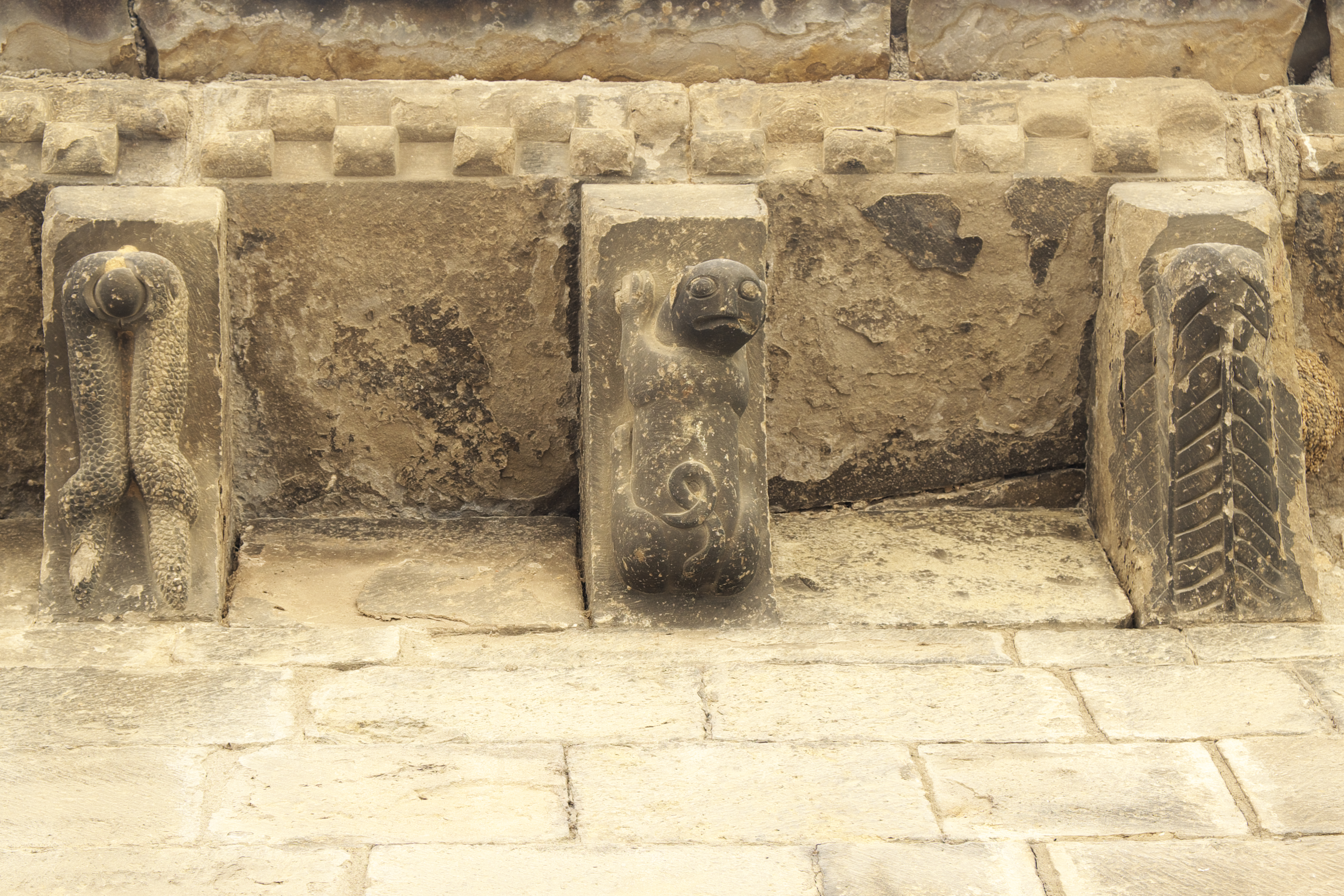
Kragsteine über dem Westportal

### Westportal

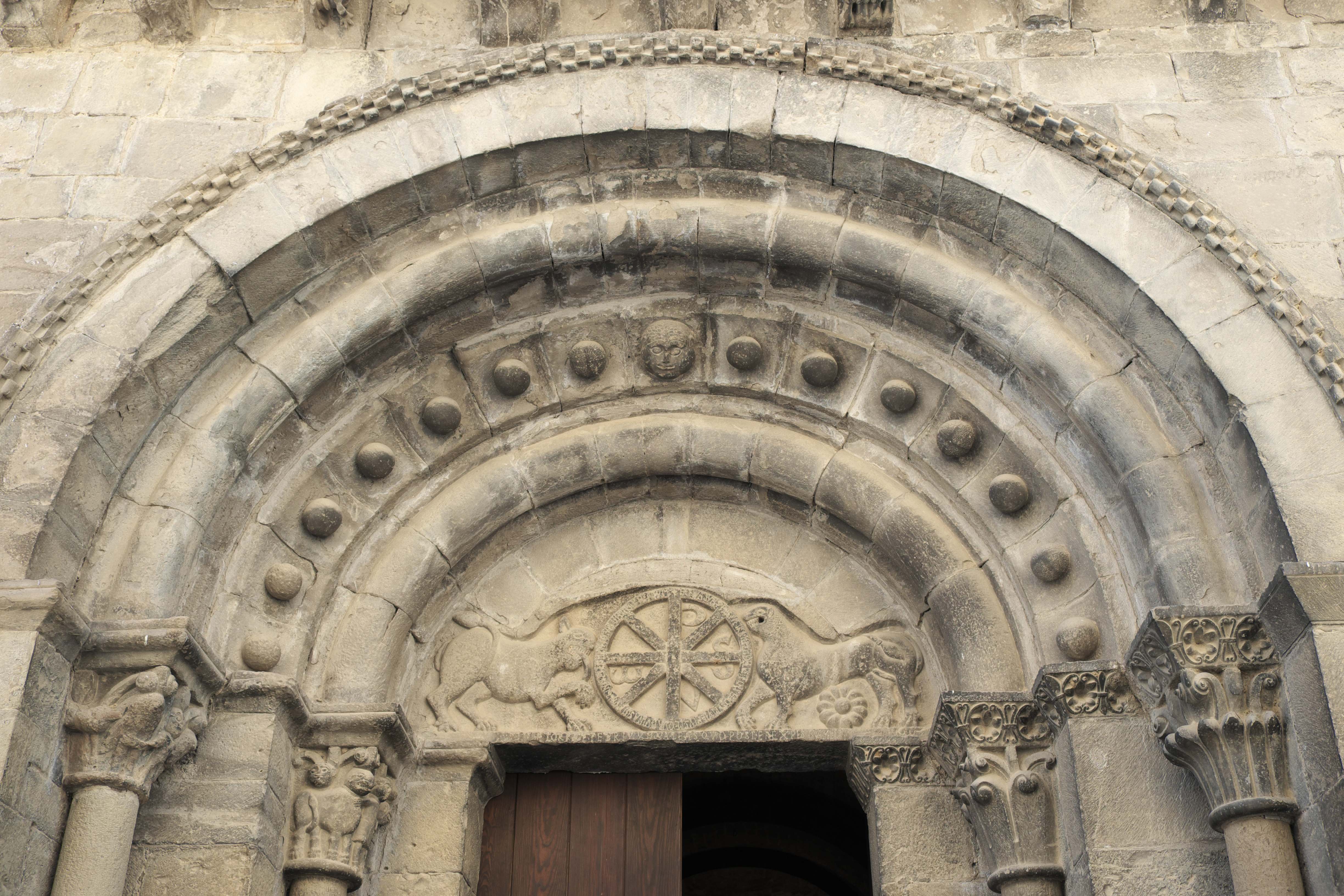
Hauptportal

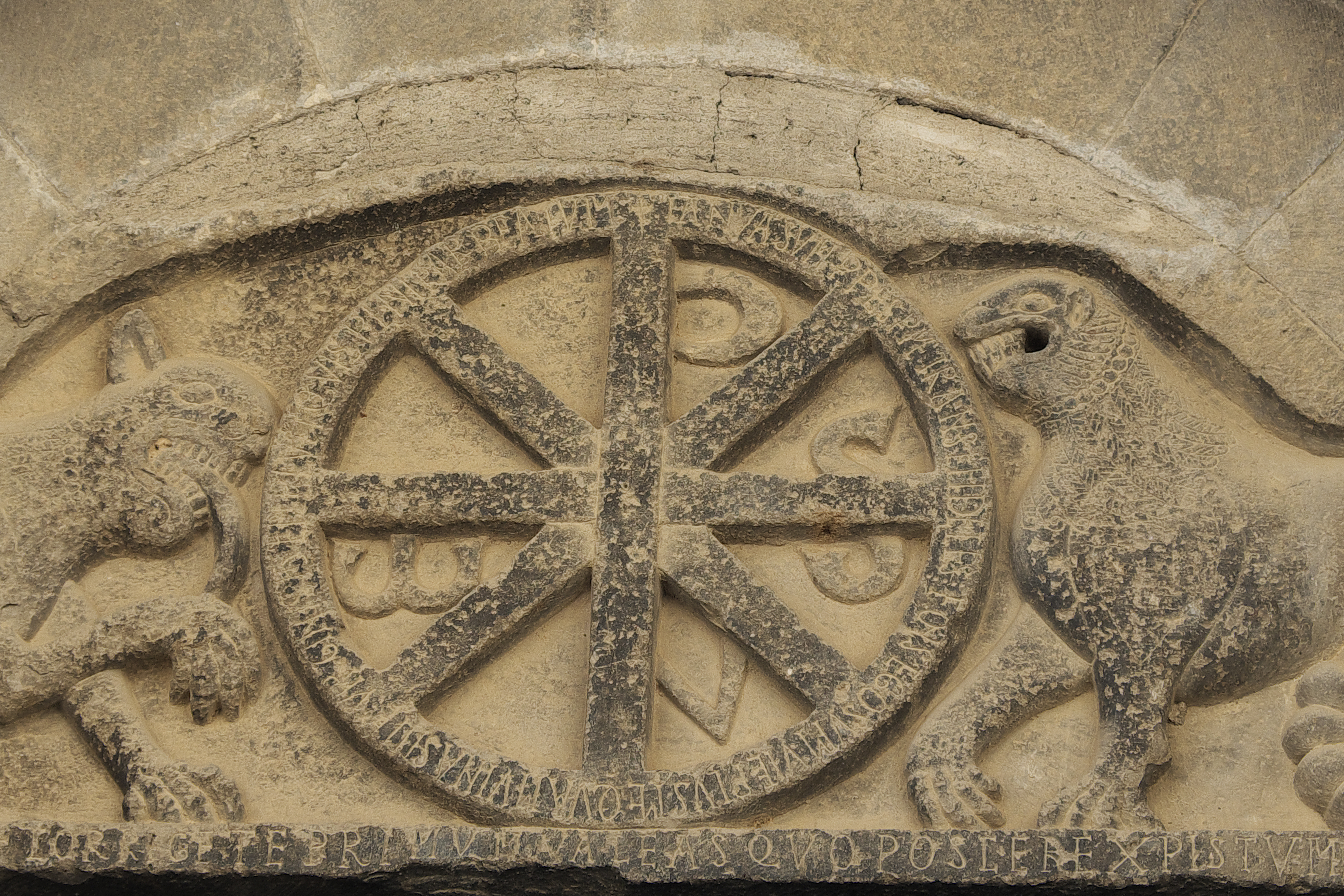
Tympanon des Westportals

Das rundbogige Portal wird von Archivolten umgeben und seitlich von je zwei Säulen gerahmt. Die Kapitelle sind mit stilisierten Blattdarstellungen und figürlichen Szenen mit Menschen und wilden Tieren versehen. Die Kämpfer der Südseite sind mit Rosetten verziert. Eine Archivolte ist mit kleinen Kugeln besetzt, deren mittlere als menschlicher Kopf skulptiert ist. Auf dem Tympanon prangt in der Mitte ein Chrismon, seitlich sind zwei Löwen dargestellt. Auf dem Rand des Türsturzes ist die lateinische Inschrift eingemeißelt: „CORRIGE TE PRIMUM VALEAS QUO POSCERE XRISTUM“ (Bessere dich bevor du Christus anrufst). Eine weitere Inschrift befindet sich auf dem Kreis des Chrismons, deren Übersetzung lautet: „Ich bin die einfache Tür, tretet ein durch mich, Gläubige, ich bin die Quelle des Lebens, habt mehr Durst nach mir als nach Wein, alle, die ihr in diesen seligen Tempel der Jungfrau tretet“.

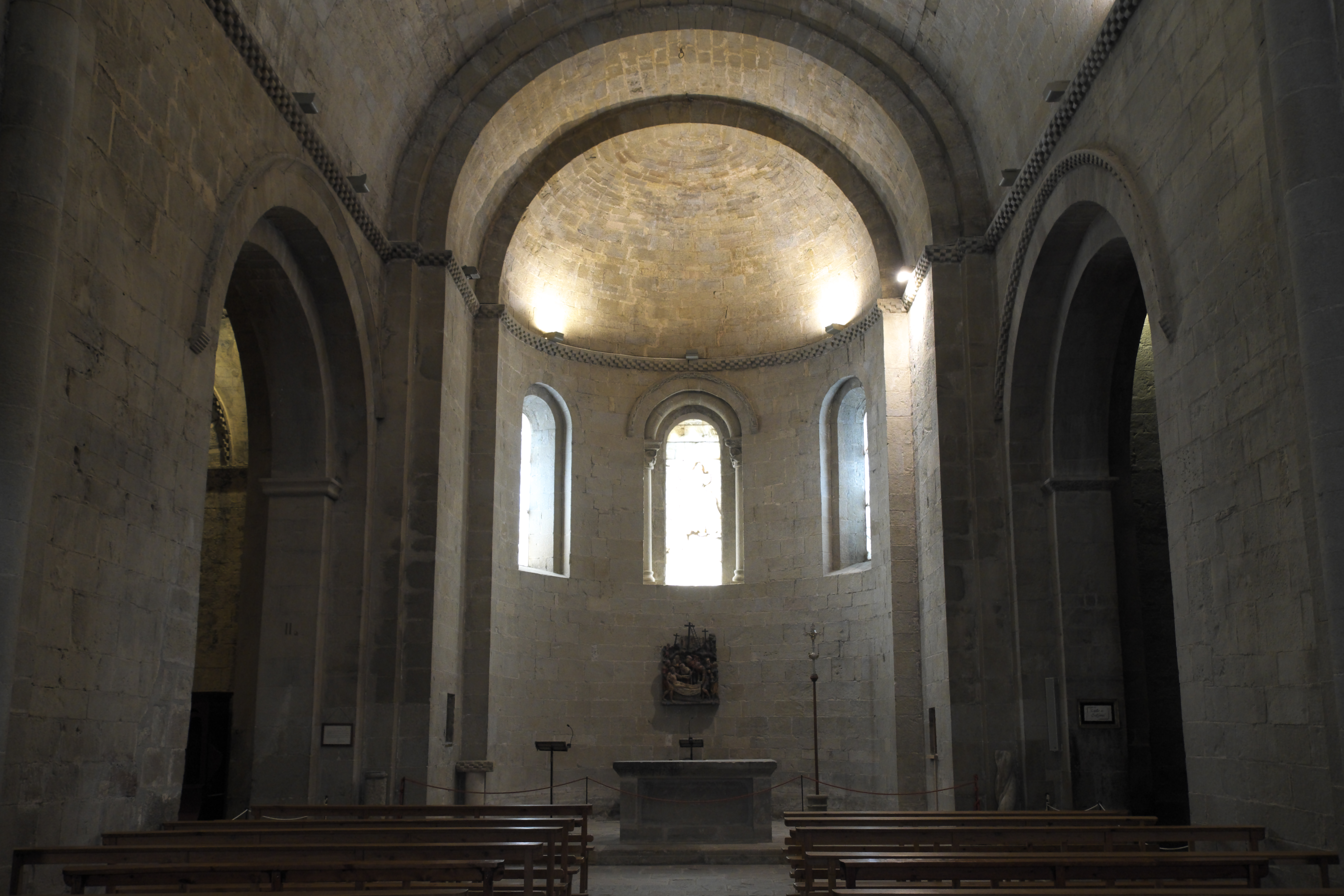
Innenraum mit Blick zum Chor

### Innenraum
Die Kirche ist über dem Grundriss eines lateinischen Kreuzes errichtet. Sie besitzt ein Querschiff und drei Apsiden. Das Langhaus, das noch aus dem 11. Jahrhundert stammt, ist einschiffig und in zwei Joche gegliedert. Es ist mit einem Tonnengewölbe gedeckt, das auf Pilastern mit Säulenvorlagen und Kapitellen mit figürlichen Szenen ruht. Am Gewölbeansatz verläuft ein Schachbrettfries, der sich auch in der Apsis fortsetzt. Ein doppelter Triumphbogen führt zum Chorraum. Die kreuzrippengewölbten Querhausarme öffnen sich im Osten zu kleinen, halbkreisförmigen Apsisnischen.

### Kammer über der Vierung

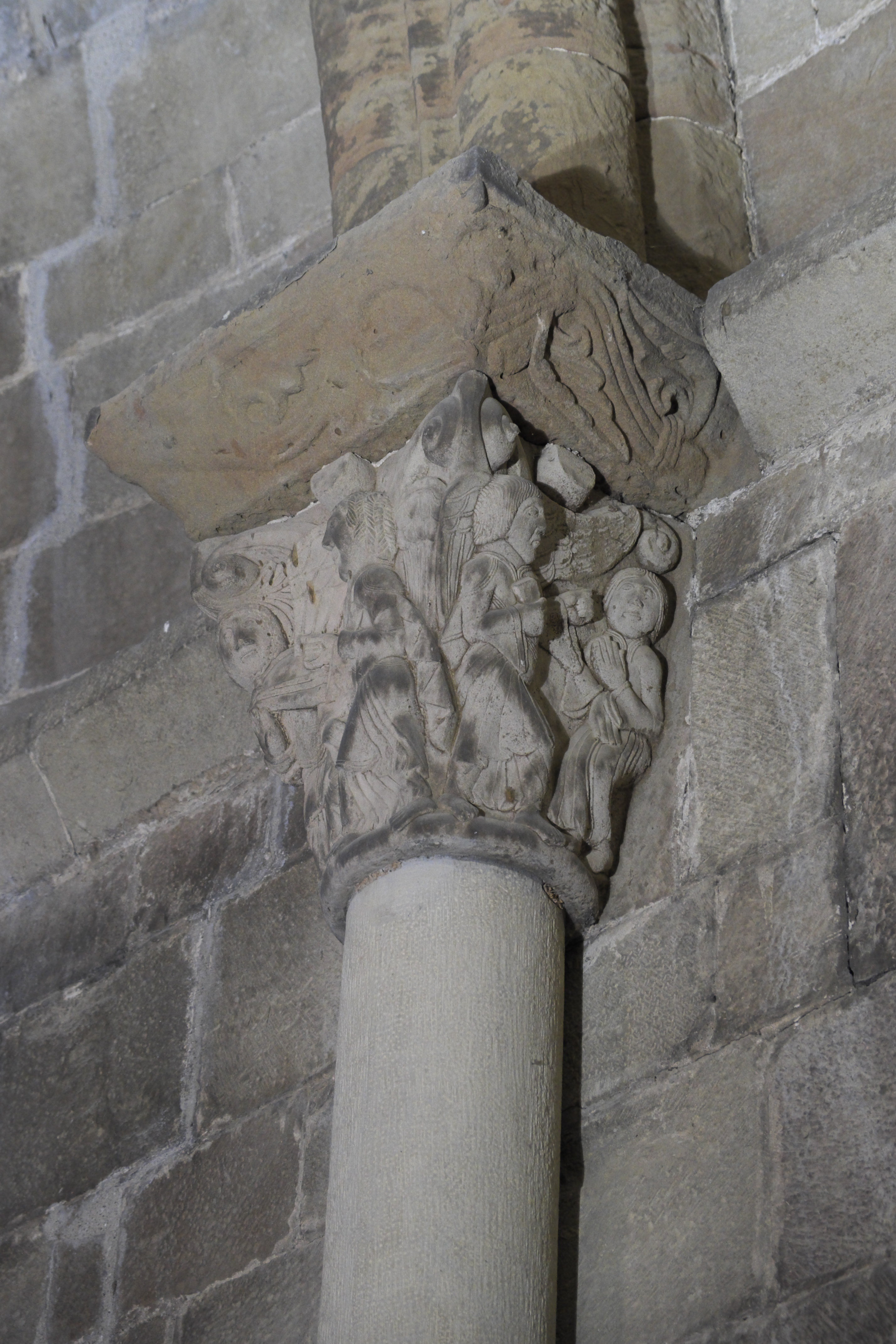
Kapitell der Verkündigung

Über dem Gewölbe der Vierung befindet sich eine cámara secreta (geheime Kammer), deren Funktion nicht geklärt ist. Zu dieser Kammer führt eine Steintreppe. Ihr Zugang an der Nordseite des Schiffes, unterhalb des Gewölbeansatzes, war ursprünglich nur mit einer Leiter erreichbar. Heute ermöglicht eine moderne Wendeltreppe den Zugang. Auch von außen ist der Raum nicht zu erkennen, da er den Platz der sonst üblichen Vierungskuppel einnimmt. Vielleicht diente er als Rückzugsort der Nonnen in Zeiten von Gefahr. Die Kammer ist über einem achteckigen Grundriss mit seitlichen Nischen errichtet und wird von einer Kuppel überspannt, an deren Ansatz ein schmuckloses Gesims verläuft. Die Kuppel wird von zwei breiten Gewölberippen unterfangen, die von einer doppelten Reihe von Rundstäben gebildet werden und die auf Säulen mit Kapitellen aufliegen. Ein Kapitell weist auf zwei Seiten unterschiedliche Szenen der Verkündigung auf, ein anderes Kapitell ist mit Pinienzapfen verziert. Von der Kammer gibt es einen Zugang zum zweiten Turmgeschoss.

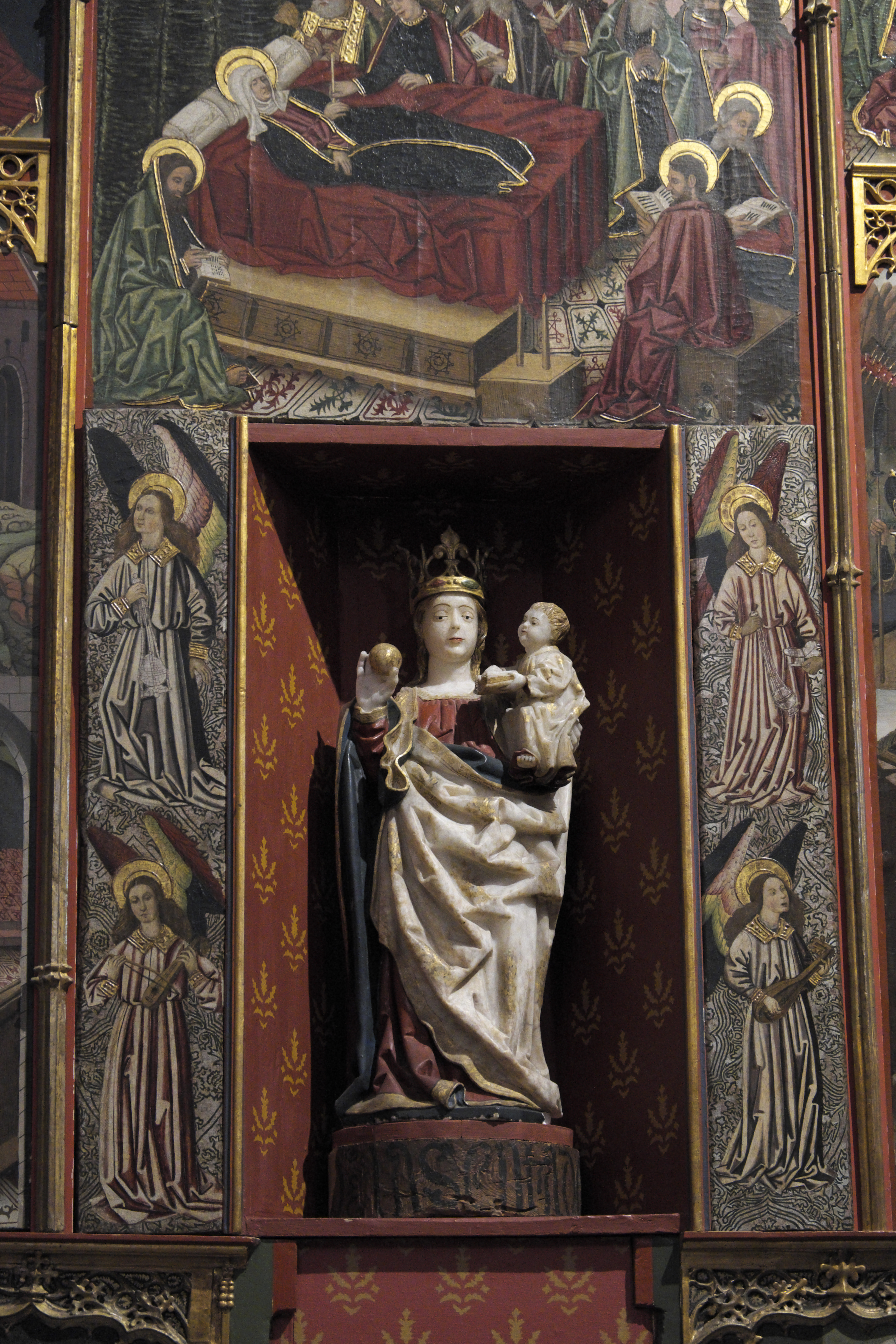
Gotische Madonna mit Kind

## Ausstattung
- Die Kapelle des nördlichen Querhauses besitzt ein Retabel von 1490 mit Szenen aus dem Marienleben. Die Alabasterfigur der Madonna mit Kind stammt ebenfalls aus dem 15. Jahrhundert.